# Almudena Vara
Almudena Vara Rivera (Madrid, 23 marzo 1971) è un'ex cestista spagnola.

## Carriera
Con la Spagna ha disputato i Giochi olimpici di Barcellona 1992.